# Mash Off
«Mash Off» (рус. Отказ) — шестой эпизод третьего сезона американского музыкального телесериала «Хор», показанный телеканалом Fox 15 ноября 2011 года. В эпизоде два хора школы МакКинли сходятся в «дружеском» соревновании, а Сью Сильвестр разворачивает клеветническую кампанию против своего главного конкурента на кресло в конгрессе. В эпизоде прозвучали кавер-версии девяти песен, объединённые в пять музыкальных номеров, каждый из которых был выпущен в качестве сингла посредством цифровой дистрибуции, а одна — «Hot for Teacher» — войдёт в альбом Glee: The Music, Volume 7. Эпизод посмотрели 7,8 млн человек в США, что почти на миллион выше, чем у предыдущего, «The First Time».

## Сюжет
Пак (Марк Саллинг) решает для себя, что влюблён в преподавателя и руководителя второго хора Шелби Коркоран (Идина Мензель), которую он поцеловал в финале позапрошлого эпизода. Когда Шелби заменяет учителя геометрии, Пак вместе с Финном (Кори Монтейт), Блейном (Даррен Крисс) и Майком (Гарри Шам-младший) поют песню «Hot For Teacher» группы Van Halen. Пак пытается убедить Шелби, что их отношения вписываются в норму — он совершеннолетний и сможет помогать ей воспитывать Бет, однако она отказывается, объясняя, что может потерять работу, если закрутит роман с учеником. Между тем Куинн (Дианна Агрон) всё ещё пытается убедить Пака помочь ей дискредитировать Шелби, чтобы им вернули опеку над Бет. Пак рассказывает Шелби, что Куинн подбрасывала её в квартиру запрещённые вещи и вызывала службу опеки, но Пак успел всё убрать. Чтобы войти в доверие к Шелби, Куинн рассказывает ей, что хочет перейти в её хор, «Ходячие неприятности». Когда Куинн приходит навестить Бет, Шелби сообщает, что больше не хочет, чтобы они виделись, так как знает о намерениях Куинн вернуть ребёнка.
Сью Сильвестр (Джейн Линч) выпускает оскорбительный и клеветнический ролик с целью выбить из игры своего конкурента в конгресс Барта Хаммела (Майк О’Мэлли). Ролик вызывает неодобрительную реакцию, особенно у Курта (Крис Колфер), который сравнивает выборы в конгресс с выборами президента старших классов, где все кандидаты плетут друг против друга интриги, и только он, Курт, старается быть честным. Между тем Сантана (Ная Ривера) беспрестанно оскорбляет Финна, чтобы выбить его из колеи перед «дружеским» попурри-соревнованием, устроенным Шелби и Уиллом Шустером (Мэтью Моррисон) для «Новых горизонтов» и «Ходячих неприятностей». Шелби и Уилли поют попурри «You and I» / «You and I», и хористы без особого удовлетворения соглашаются. Во время очередной словесной нападки Сантаны Финн предлагает устроить игру «в вышибалы» в спортивном зале. Во время игры Сантана увлекается и разбивает нос Рори (Дамиан Макгинти), у которого начинается кровотечение. На сторону Рори встаёт возмущённый поведением Сантаны Курт. Во время дебатов кандидатов в президенты старших классов Курт выступает за отмену в школе игры «в вышибалы», поскольку она — типичный пример буллинга и унижения слабых. Когда наступает черёд Рейчел (Лиа Мишель) она сообщает, что снимает свою кандидатуру и призывает всех поддерживать Курта. Рейчел и Курт мирятся — она признаётся, что должна была дать Курту шанс «подняться на вершину».
«Новые горизонты» готовят попурри «I Can’t Go for That» / «You Make My Dreams» для конкурса; в репетиционном классе Мерседес (Эмбер Райли) призывает Сантану заняться делами хора, а не нападками на Финна. Сантана отказывается, считая, что это не вариант; она планирует ещё больше разозлить Финна. Она приносит ему саркастические извинения, и перед её уходом Финн говорит ей, что истинная причина её поведения — страх, что Бриттани, в которую она влюблена, не отвечает ей взаимностью. Позже Сантану вызывают в кабинет Сью Сильвестр, где та говорит ей, что кто-то из студентов слышал их с Финном разговор, поняв, что Сантана — лесбиянка, и подготовил ответный клеветнический ролик против Сью, сфабриковав информацию так, что Сью не даёт Сантане место капитана черлидеров якобы из-за её сексуальной ориентации. Сантана в слезах выбегает из кабинета, говоря, что ещё даже не признавалась родителям. Эпизод заканчивается попурри «Rumour Has It» / «Someone Like You» в исполнении «Ходячих неприятностей» с Сантаной и Мерседес в качестве солисток. Во время номера Сантана видит, что Финн что-то говорит Рейчел и улыбается. Сантана в истерике требует у Финна рассказать, о чём они говорили. Уверенная, несмотря на убеждения Финна в обратном, что Финн рассказал Рейчел о её ориентации, Сантана бьёт Финна по лицу.

## Создание
Съёмки эпизода начались 6 октября 2011 года одновременно с пятым, «The First Time» и продолжались параллельно с ним вплоть до 13 октября; когда пятый эпизод был закончен, с 13 по 14 октября шестой снимался одновременно с седьмым, «I Kissed a Girl».
В серии прозвучит юбилейный, трёхсотый музыкальный номер сериала, которым стал мэшап двух песен певицы Адель — «Rumour Has It» и «Someone Like You» в исполнении Сантаны (Ная Ривера) при поддержке Мерседес (Эмбер Райли) и Бриттани (Хизер Моррис). Номер был отсняет 26 октября, а на празднование юбилея прямо на съёмочной площадке были приглашены представители прессы, после чего состоялась пресс-конференция с актёрским составом сериала. В ходе дискуссии Райли рассказала, что идея совместить две песни Адель принадлежала ей; она связывалась с самой Адель посредством электронной почты, где та выразила желание, чтобы ей песни спела именно Райли, а создатели сериала Райан Мёрфи и Брэд Фэлчак приняли предложение.
Для эпизода был подготовлен флэшбек с воспоминаниями шестнадцатилетней Сью Сильветр, которую играет Колби Минифай. Она поёт сольную песню «Oklahoma!» из одноимённого мюзикла, поставленного в её школе, что объясняет антипатию Сью к хору школы МакКинли. Иэн Бреннан рассказал, что хотел показать, что даже у Сью была мечта выступать на Бродвее. Однако в итоге сцена не попала в окончательную версию эпизода.
В качестве приглашённых звёзд в серии появились Идина Мензель, которая сыграла Шелби Коркоран, Дамиан МакГинти в роли Рори Фланагана, а также Икбал Теба в роли директора Фиггинса, Майк О’Мэлли в роли Барта Хаммела, Лоурен Поттер в роли Бекки Джексон, Ванессе Леджес в роли Шугар Мотта и Дот Джонс в роли тренера Бист.